# Henrik Sillem
Henrik Sillem (* 12. August 1866 in Amsterdam; † 13. Juli 1907 in Courmayeur, Italien) war ein niederländischer Sportschütze.

## Erfolge
Henrik Sillem nahm an den Olympischen Spielen 1900 in Paris in sieben Disziplinen teil. In der Einzelkonkurrenz belegte er mit der Freien Pistole den zwölften Rang, während er im Mannschaftswettbewerb mit Antonius Bouwens, Solko van den Bergh, Anthony Sweijs und Dirk Boest Gips die Bronzemedaille gewann. Der olympische Wettkampf zählte gleichzeitig als Weltmeisterschaft. Die übrigen fünf Disziplinen, an denen Sillem teilnahm, wurden mit dem Gewehr ausgetragen. In den Einzelkonkurrenzen verpasste er bis auf eine Ausnahme eine vordere Platzierung, im liegenden Anschlag wurde er Sechster. Mit der Mannschaft schloss er den Dreistellungskampf auf dem fünften Rang ab.
Bei Weltmeisterschaften gewann er vier weitere Medaillen. Im knienden Anschlag mit dem Freien Gewehr sicherte er sich 1897 in Lyon und 1899 in Loosduinen ebenso die Bronzemedaille, wie 1901 in Luzern im Dreistellungskampf. Im Mannschaftswettbewerb des Dreistellungskampfes wurde er 1901 zudem Vizeweltmeister.
Im Rahmen einer Besteigung des Aiguille du Midi verunfallte Sillem tödlich.